# Top Model (Ba Lan mùa 12)
Mùa thứ mười hai của Top Model được dựa trên chương trình America’s Next Top Model của Tyra Banks, các thí sinh Ba Lan cạnh tranh với nhau trong một loạt các thử thách để xác định ai sẽ giành được danh hiệu Top Model Ba Lan tiếp theo.
Joanna Krupa là giám khảo chính. Các giám khảo khác bao gồm nhà thiết kế thời trang Dawid Woliński, đạo diễn chương trình thời trang Kasia Sokołowska và nhiếp ảnh gia Marcin Tyszka. Đây là mùa thứ chín của chương trình có sự góp mặt của các thí sinh nam.
Giải thưởng của mùa này gồm một hợp đồng với Selective Management, xuất hiện trên bìa tạp chí Glamour Ba Lan, và tiền mặt trị giá 200.000zł.
Điểm đến quốc tế của mùa này là Copenhagen, Odense và Salvador. 
Người chiến thắng trong cuộc thi là Dominik Szymański, 21 tuổi đến từ Siedlce.

## Các thí sinh
(Tuổi tính từ ngày dự thi)
| Thí sinh | Thí sinh               | Tuổi | Chiều cao               | Quê quán             | Bị loại ở | Hạng  |
| -------- | ---------------------- | ---- | ----------------------- | -------------------- | --------- | ----- |
|          | Zoja Sintichine        | 23   | 1,78 m (5 ft 10 in)     | Łódź                 | Tập 4     | 15    |
|          | Noemi Penczyło         | 19   | 1,81 m (5 ft 11+1⁄2 in) | Gdynia               | Tập 5     | 14–13 |
|          | Oliwier Sobczyk        | 22   | 1,86 m (6 ft 1 in)      | Zagnańsk             | Tập 5     | 14–13 |
|          | Mateusz Dziedzic       | 24   | 1,88 m (6 ft 2 in)      | Pokrówka             | Tập 7     | 12    |
|          | Wiktoria Burejza       | 21   | 1,78 m (5 ft 10 in)     | Kozy                 | Tập 8     | 11    |
|          | Wiktoria Różańska      | 18   | 1,80 m (5 ft 11 in)     | Toruń                | Tập 9     | 10    |
|          | Marta Szatańska        | 24   | 1,75 m (5 ft 9 in)      | Warszawa             | Tập 10    | 9–8   |
|          | Tadeusz Mikołajczak    | 25   | 1,89 m (6 ft 2+1⁄2 in)  | Warszawa             | Tập 10    | 9–8   |
|          | Filip Krogulski        | 27   | 1,83 m (6 ft 0 in)      | Copenhagen, Đan Mạch | Tập 11    | 7     |
|          | Aleks Szynakriow       | 22   | 1,85 m (6 ft 1 in)      | Warszawa             | Tập 12    | 6–5   |
|          | Amelia Wnęk            | 20   | 1,79 m (5 ft 10+1⁄2 in) | Zakopane             | Tập 12    | 6–5   |
|          | Natalia Węgrzynowska   | 23   | 1,78 m (5 ft 10 in)     | Rawa Mazowiecka      | Tập 13    | 4     |
|          | Wiktoria Darda         | 17   | 1,78 m (5 ft 10 in)     | Heanor, Anh          | Tập 13    | 3     |
|          | Sofia Konecka-Menescal | 17   | 1,65 m (5 ft 5 in)      | Osowiec              | Tập 13    | 2     |
|          | Dominik Szymański      | 21   | 1,91 m (6 ft 3 in)      | Siedlce              | Tập 13    | 1     |

1. ↑  Trong thứ tự gọi tên là Róża.

## Thứ tự gọi tên
| Thứ tự | Tập         | Tập           | Tập                 | Tập         | Tập         | Tập         | Tập         | Tập           | Tập         | Tập          | Tập         | Tập         | Tập     |
| Thứ tự | 3           | 4             | 5                   | 6           | 7           | 8           | 9           | 10            | 11          | 12           | 13          | 13          | 13      |
| ------ | ----------- | ------------- | ------------------- | ----------- | ----------- | ----------- | ----------- | ------------- | ----------- | ------------ | ----------- | ----------- | ------- |
| 1      | Amelia      | Aleks Natalia | Dominik Róża        | Natalia     | Wiktoria D. | Sofia       | Wiktoria D. | Amelia        | Dominik     | Sofia        | Sofia       | Dominik     | Dominik |
| 2      | Dominik     | Aleks Natalia | Dominik Róża        | Wiktoria D. | Sofia       | Natalia     | Sofia       | Dominik       | Wiktoria D. | Dominik      | Dominik     | Sofia       | Sofia   |
| 3      | Zoja        | Tadeusz       | Amelia Natalia      | Amelia      | Dominik     | Dominik     | Natalia     | Natalia       | Natalia     | Wiktoria D.  | Wiktoria D. | Wiktoria D. |         |
| 4      | Róża        | Filip         | Amelia Natalia      | Sofia       | Natalia     | Amelia      | Filip       | Wiktoria D.   | Sofia       | Natalia      | Natalia     |             |         |
| 5      | Filip       | Amelia        | Tadeusz Wiktoria B. | Marta       | Aleks       | Tadeusz     | Amelia      | Filip         | Aleks       | Aleks Amelia |             |             |         |
| 6      | Sofia       | Sofia         | Tadeusz Wiktoria B. | Dominik     | Amelia      | Aleks       | Dominik     | Sofia         | Amelia      | Aleks Amelia |             |             |         |
| 7      | Wiktoria D. | Dominik       | Aleks Marta         | Wiktoria B. | Filip       | Marta       | Aleks       | Aleks         | Filip       |              |             |             |         |
| 8      | Noemi       | Mateusz       | Aleks Marta         | Róża        | Marta       | Filip       | Tadeusz     | Marta Tadeusz |             |              |             |             |         |
| 9      | Wiktoria B. | Wiktoria B.   | Filip Sofia         | Tadeusz     | Tadeusz     | Wiktoria D. | Marta       | Marta Tadeusz |             |              |             |             |         |
| 10     | Natalia     | Róża          | Filip Sofia         | Mateusz     | Róża        | Róża        | Róża        |               |             |              |             |             |         |
| 11     | Mateusz     | Oliwier       | Wiktoria D.         | Filip       | Wiktoria B. | Wiktoria B. |             |               |             |              |             |             |         |
| 12     | Oliwier     | Wiktoria D.   | Mateusz             | Aleks       | Mateusz     |             |             |               |             |              |             |             |         |
| 13     | Aleks       | Noemi         | Noemi Oliwier       |             |             |             |             |               |             |              |             |             |         |
| 14     | Marta       | Marta         | Noemi Oliwier       |             |             |             |             |               |             |              |             |             |         |
| 15     |             | Zoja          |                     |             |             |             |             |               |             |              |             |             |         |

     Thí sinh bị loại
     Thí sinh ban đầu bị loại nhưng được cứu
     Thí sinh miễn loại
     Thí sinh chiến thắng cuộc thi
1. ↑  Tập 2 và 3 là tập casting. Trong tập 3, nhóm thí sinh bán kết giảm xuống còn 14 thí sinh cuối cùng bước tiếp vào phần thi chính.
2. ↑  Tadeusz giành được tấm vé vàng từ ban giám khảo trong tập 2 nên cậu được tiến thẳng vào ngôi nhà chung.
3. ↑  Trong tập 6, Aleks ban đầu bị loại nhưng được cố vấn Michał Piróg cứu cậu trở lại cuộc thi.
4. ↑  Trong tập 7, Sofia được miễn loại như một phần thưởng vì thắng thử thách thứ hai.

### Buổi chụp hình
- Tập 3: Ảnh thẻ (casting)
- Tập 4: Treo lơ lửng giữa thành phố theo cặp
- Tập 5: Video thời trang: Nhảy nhót kiểu thập niên 1960 theo cặp
- Tập 6: Bức tượng nghệ thuật khỏa thân
- Tập 7: Trang biên tập cho tạp chí Marie Claire España
- Tập 8: Alice ở xứ sở thần tiên bên gia đình
- Tập 9: Video thời trang: Thời trang thể thao cao cấp theo cặp
- Tập 10: Hòa mình vào bức tượng cho tạp chí Label
- Tập 11: Trên đường phố Hans Christian Andersen ở Odense
- Tập 12: Thời trang cao cấp cổ điển
- Tập 13: Ảnh bìa tạp chí Glamour ở Salvador; Ngôi sao Hollywood cổ điển